# Giovanni Paleologo (Cesare)
Giovanni Paleologo in greco Ἱωάννης Παλαιολόγος? (1288/89 – 1326) era un membro della dinastia regnante dei Paleologi dell'Impero Bizantino, che ricopriva la carica di governatore di Tessalonica.

## Biografia
Era figlio del generale Costantino Paleologo, a sua volta figlio dell'imperatore Michele VIII Paleologo (regno 1259-1282), e di sua moglie Irene Paleologina Raoulaina.
Nel 1305 Giovanni ricevette la nomina a panhypersebastos di corte. Nel 1325/26, in un periodo di guerra civile, era governatore di Tessalonica. Nel 1326 si ribellò allo zio, l'imperatore Andronico II Paleologo, e si unì alle forze del sovrano serbo Stefano Uroš III Dečanski, con il quale saccheggiò i domini bizantini nella Macedonia centrale fino a Serres. Andronico II cercò di placarlo inviando degli ambasciatori con le insegne di Cesare, il secondo titolo più alto nella gerarchia di corte bizantina, e Giovanni accettò di rinunciare alla sua rivolta e di tornare a Tessalonica. In seguito, però, contrasse una malattia e morì poco dopo a Skopje.
Poco dopo il 1305/06 Giovanni sposò una donna di nome Eirene, figlia di Teodoro Metochitea. La coppia ebbe una figlia, Maria, che divenne regina consorte di Stefano Uroš, e un figlio di cui non si conosce il nome, che fu ucciso nella battaglia di Rusokastro nel 1332.